# Кайжар
Кайжар (словен. Kajžar) — поселення в общині Ормож, Подравський регіон‎, Словенія.